# XI Giochi panafricani
Gli XI Giochi panafricani si tennero dal 4 al 19 settembre 2015 a Brazzaville, capitale della Repubblica del Congo. Vi parteciparono 54 nazioni.
Con questa edizione i Giochi tornarono a Brazzaville, dove si era svolta la prima edizione nel 1965.

## Discipline
Agli XI Giochi panafricani si gareggiò in 22 discipline sportive, di cui:
18 discipline olimpiche
- Atletica leggera (dettagli)
- Badminton (dettagli)
- Beach volley (dettagli)
- Calcio (dettagli)
- Ciclismo (dettagli)
- Ginnastica (dettagli)
- Judo (dettagli)
- Lotta (dettagli)
- Nuoto (dettagli)
- Pallacanestro (dettagli)
- Pallamano (dettagli)
- Pallavolo (dettagli)
- Pugilato (dettagli)
- Scherma (dettagli)
- Sollevamento pesi (dettagli)
- Taekwondo (dettagli)
- Tennis (dettagli)
- Tennistavolo (dettagli)

2 discipline non olimpiche
- Karate (dettagli)
- Pétanque (dettagli)

2 sport dimostrativi
- Nzango (dettagli)
- Pharaoh Boxing (dettagli)

Il programma prevedeva inoltre gare di atletica leggera e sollevamento pesi per atleti disabili

## Medagliere
| #      | Nazione        | Oro | Argento | Bronzo | Totale |
| ------ | -------------- | --- | ------- | ------ | ------ |
| 1      | Egitto         | 85  | 64      | 68     | 217    |
| 2      | Nigeria        | 47  | 55      | 42     | 144    |
| 3      | Sudafrica      | 41  | 41      | 40     | 122    |
| 4      | Algeria        | 40  | 43      | 42     | 125    |
| 5      | Tunisia        | 30  | 26      | 38     | 94     |
| 6      | Senegal        | 7   | 10      | 20     | 37     |
| 7      | Kenya          | 6   | 9       | 17     | 32     |
| 8      | Mauritius      | 5   | 3       | 4      | 12     |
| 9      | Rep. del Congo | 5   | 2       | 12     | 19     |
| 10     | Camerun        | 4   | 2       | 10     | 16     |
| 11     | Seychelles     | 3   | 4       | 5      | 12     |
| 12     | Zimbabwe       | 3   | 0       | 1      | 4      |
| 13     | Libia          | 2   | 4       | 8      | 14     |
| 14     | Botswana       | 2   | 3       | 9      | 3      |
| 15     | Ghana          | 2   | 2       | 4      | 8      |
| 16     | Costa d'Avorio | 2   | 2       | 3      | 7      |
| 17     | Eritrea        | 2   | 1       | 0      | 3      |
| 18     | Etiopia        | 2   | 0       | 6      | 8      |
| 19     | Angola         | 1   | 1       | 3      | 5      |
| 20     | Burkina Faso   | 1   | 0       | 2      | 3      |
| 21     | Ruanda         | 1   | 0       | 1      | 2      |
| 22     | Namibia        | 0   | 2       | 3      | 5      |
| 22     | Gabon          | 0   | 2       | 3      | 5      |
| 24     | RD del Congo   | 0   | 2       | 1      | 3      |
| 25     | Togo           | 0   | 2       | 0      | 2      |
| 26     | Benin          | 0   | 1       | 1      | 2      |
| 27     | Gambia         | 0   | 1       | 0      | 1      |
| 27     | Gibuti         | 0   | 1       | 0      | 1      |
| 29     | Madagascar     | 0   | 0       | 6      | 6      |
| 30     | Mali           | 0   | 0       | 3      | 3      |
| 31     | Uganda         | 0   | 0       | 2      | 2      |
| 31     | Mozambico      | 0   | 0       | 2      | 2      |
| 33     | Guinea         | 0   | 0       | 1      | 1      |
| 33     | Zambia         | 0   | 0       | 1      | 1      |
| 33     | Niger          | 0   | 0       | 1      | 1      |
| 33     | Lesotho        | 0   | 0       | 1      | 1      |
| 33     | Guinea-Bissau  | 0   | 0       | 1      | 1      |
| Totale | Totale         | 194 | 193     | 253    | 640    |